# 今夜は好奇心!
『今夜は!好奇心』（こんやはこうきしん）は、1990年4月12日から1994年9月12日までフジテレビで放送された情報番組・ドキュメンタリー番組。

## 概要
前身番組『なんてったって好奇心』のリニューアル版として放送された。
最初の半年間は木曜19時台に放送されていたが、後に月曜19時台へ移動。以後は最終回までこの時間帯で放送された。なお、フジテレビの月曜19時台はローカルセールス枠ゆえに、関西テレビほか一部の系列地方局では編成上放送されなかった（関西地区では独立局のサンテレビなどで放送）。

## 司会
- 愛川欽也
- 笠井信輔（当時フジテレビアナウンサー）

## 補足
- 山形県では1993年4月1日からテレビ朝日系列局フルネット局への移行を控えていた山形テレビが、同年3月29日に多くのフジテレビ系列局（テレビ大分とテレビ宮崎を除く）において放送された『なるほど!ザ・春の祭典スペシャル（1993年春）』がネットできなかったため、その代替編成として『なるほど!ザ・春の祭典スペシャル（1993年春）』の20時台は本番組に差し替えられていた。なお、1993年3月29日に放送された『今夜は!好奇心』は、山形県においては最終回となった。
- 1993年7月12日放送分では、大阪府の豊能町立東能勢小学校の教員だった黒田恭史（現・京都教育大学教授）が1990年に担任のクラスで実施した「最終的に食べるためにクラスでブタを飼育する」という授業のドキュメンタリーが放送された。最終的なブタの処分を巡り、児童が2つに分かれて議論する模様は大きな反響を呼び起こした。この授業のエピソードは2008年に『ブタがいた教室』として映画化された。
- 1994年5月2日放送分では、アイルトン・セナが衝突死したことを受けて番組の内容を変更。生放送に切り替え、事故現場のF1サンマリノGPの会場からの衛星生中継を実施した。
- 2008年にはフジテレビ739で再放送された。その時の放送では新人時代の奥寺健や小島奈津子などの出演シーンもあったほか、笠井が皇太子成婚パレードを取材したシーンも放送された。笠井はビデオカメラで撮影もしていたが、途中で電池が切れてしまっていた。この回で笠井は「10年後もこの番組の司会をしていたい」と発言もしていた。

| フジテレビ系 木曜19時台（1990年4月 - 1990年9月）                                                   | フジテレビ系 木曜19時台（1990年4月 - 1990年9月） | フジテレビ系 木曜19時台（1990年4月 - 1990年9月） |
| 前番組                                                                                             | 番組名                                           | 次番組                                           |
| -------------------------------------------------------------------------------------------------- | ------------------------------------------------ | ------------------------------------------------ |
| なっとくデータマップ                                                                               | 今夜は!好奇心                                    | クイズ!年の差なんて ※水曜19:30から移動・拡大     |
| フジテレビ 月曜19時台（1990年10月 - 1994年9月）                                                    |                                                  |                                                  |
| 19:00 - あっぱれさんま大先生 ※日曜昼に移動 19:30 - テニス少女夢伝説!愛と響子 ※ここまで30分ドラマ枠 | 今夜は!好奇心                                    | よ!大将みっけ                                    |